# Ацагатское сельское поселение
Се́льское поселе́ние «Ацагатское» (бур. Асагадын hомон) — муниципальное образование в Заиграевском районе Бурятии Российской Федерации.
Административный центр — село Нарын-Ацагат.

## История
Статус и границы сельского поселения установлены Законом Республики Бурятия от 31 декабря 2004 года № 985-III «Об установлении границ, образовании и наделении статусом муниципальных образований в Республике Бурятия»

## Население
| 2011 | 2012 | 2013 | 2014 | 2015 | 2016 | 2017 |
| ---- | ---- | ---- | ---- | ---- | ---- | ---- |
| 736  | ↗747 | ↗763 | ↗766 | ↗786 | ↘782 | ↗804 |
| 2018 | 2019 | 2020 | 2021 | 2023 | 2024 |      |
| ↘798 | ↗812 | ↗819 | ↗831 | ↗833 | ↘824 |      |

## Состав сельского поселения
| № | Населённый пункт | Тип населённого пункта       | Население |
| - | ---------------- | ---------------------------- | --------- |
| 1 | Добо-Ёнхор       | улус                         | ↗122      |
| 2 | Нарын-Ацагат     | село, административный центр | ↗568      |
| 3 | Хотогор          | улус                         | →47       |